# Йезекиил Кефалас
Йезекиил (на гръцки: Ἰεζεκιήλ) е гръцки духовник, митрополит на Вселенската патриаршия.

## Биография
Роден през 1938 г. в кукушкото село Владая (Акритас), Гърция. През 1962 година завършва Халкинската семинария. Ръкоположен е за дякон през юли 1962 г. в Цариград и през септември на същата година пристигна в Сидни, където той е ръкоположен за свещеник на 30 септември, неделя, в Дабо, Нов Южен Уелс, при освещаването на църквата „Света Богородица Миртидиотиса“. Служи в гръцката православна енория „Свети Герасим Лайхарт“ в Сидни, а по-късно е енорийски свещеник в църквата на „Вси Светии“ в Белмор, Сидни, в продължение на 15 години. На 1 март 1977 година е избран за титулярен дервийски епископ от Светия Синод на Вселенската патриаршия и е назначен за викарен епископ на архиепископ Стилиан Австралийски. Служи три години в Пърт и пет години в Аледаида. От 1984 година е викарен епископ на архиепископа в Мелбърн.